# Серохвостая сорокопутовая пиха
Серохвостая сорокопутовая пиха (лат. Snowornis subalaris) — вид воробьиных птиц из семейства котинговых (Cotingidae). Подвидов не выделяют.
Длина тела составляет 23—24 см. Верх оливково-зелёного цвета, надхвостье и хвост сероые; низ бледно-оливкового цвета, брюхо серое. У самца макушка  чёрного цвета.
Вид распространён в тропических дождевых горных лесах на восточных склонах Анд на северо-западе Южной Америки на высоте от 500 до 1400 метров над уровнем моря. Встречается в Колумбии, Эквадоре и Перу.
Несмотря на то, что вид, по-видимому, строго зависит от лесов (Snow 2020), маловероятно, что темпы сокращения популяции превысят 10% в течение трех поколений.